# Kãkwã
Kãkwã o Cacua es un pueblo indígena que habita en el noroccidente de la Amazonia, entre los ríos Vaupés, Querarí y Papurí, en Colombia, cerca de la frontera con Brasil, dentro del Gran resguardo indígena del Vaupés. Los kãkwã son aproximadamente 250 personas, que hablan su propia lengua, que hace parte la macrofamilia makú-puinave y está estrechamente relacionada con el idioma nukak.

## Historia
Pobladores originarios de la región, los kãkwã eran nómadas cazadores recolectores y tenían pequeños huertos itinerantes, cuando otros pueblos llegaron al Vaupés. Hacia 1882, se registraban que los antiguos pobladores, designados como "macú", estaban sometidos a relaciones de servidumbre y esclavitud por los pueblos que llegaron en los siglos posteriores. Para 1902, trabajaban para los cubeo, desano y wanano, aunque también cazaban y recolectaban en la selva. Esta situación de subordinación y la continuada explotación de su mano de obra, provocó una ideología de baja estima hacia los "macú" y su idioma por parte de los otros indígenas y de los colonos.
Aunque los kãkwã continuaron haciendo campamentos y viajando dentro de la selva y cazando, generalmente residían en las inmediaciones de las aldeas de los indígenas de otras etnias para los cuales trabajaban, e incluso debajo del piso levantado las casas de sus "patrones".
En 1970 vivían en tres grupos regionales autoidentificados todos como Bára, que además de la lengua propia hablaban la de sus respectivos "patrones". Uno de los grupos estaba ubicado a lo largo de los afluentes del río Papurí; estaba habitado por 69 personas pertenecientes a dos clanes diferentes, con "patrones" desano. El segundo, con 34 individuos pertenecientes a cinco clanes diferentes, se ubicaba a lo largo de Caño Wacará y Caño Churubí, afluentes de los ríos Querarí y Vaupés y tenían "patrones" wanano y cubeo. El tercero, 21 personas que a veces trabajaban para los desano, se localizaba a lo largo de las corrientes de cabecera del Caño Carguero y Caño Cucura, en el Alto Vaupés.
En 1966 solo 19 personas del segundo grupo vivían en el caño Wacará. Dos misioneras evangélicas fomentaron y ayudaron a las familias a asentarse en Wacará. Hacia el 2000, varias bandas kãkwã se habían establecido definitivamente en el poblado de Wacará, que se encuentra entre los ríos Vaupés y Querarí, aproximadamente a 100 kilómetros al oriente de Mitú. Desde entonces, la población se hizo más grande a medida que la gente de bandas que habían permanecido en el interior de la selva se unieron a las de Wacará. En 2009 había allí 123 habitantes y 2015, su número había aumentado a 183 personas. Otros kãkwã viven en Nuevo Pueblo, una aldea entre los ríos Vaupés y Papurí.

## Economía
La subsistencia de los kãkwã dependía tradicionalmente de la cacería. Cazan con cerbatana diferentes especies de primates y aves y con lanzas pecaríes, dantas y otras especies de mamíferos. Usan lazos para capturar perdices. Pescan con arco y flecha, anzuelos, nasas y barbasco y capturan anguilas con trampas elaboradas con palos delgados y cuerdas que manipulan dentro de los nidos, bajo la orilla de las quebradas. También recolectan frutas y otros productos silvestres en la selva.
Entre los productos recolectados están los que les sirven de materias primas para fabricar diferentes objetos, como canastos grandes de bejuco que hacen las mujeres para cargar en la espalda. De carrizo fabrican cestas y los hombres hacen exprimidores.
Los kãkwã de Wacará hoy dependen fundamentalmente de la agricultura y producen principalmente la mandioca o yuca amarga, ñame, banano, plátano, chontaduro y otras frutas, aunque continúan cazando, pescando y recolectando frutos silvestres. Han superado la dependencia económica de sus anteriores "patrones". Ahora, la mayoría de esa población de Wacará es monolingüe kãkwã.

## Clanes
Cada kãkwã pertenece a un patrilinaje, organizado como un clan, cuyo nombre simbólico es el de un animal, planta u objeto cultural. Cada clan hace parte de una de las mitades que realizan intercambio matrimonial y que se consideran entre sí bayh, cuñados o parientes afines, primos cruzados bilaterales. El Sistemas terminológicos de parentesco es dravidiano. No aceptan matrimonios entre individuos de la misma mitad, agnados, primos paralelos. Una de las mitades realiza cambio intercambios matrimoniales con los jupda, a quienes denominan bâɾaʧɨwã Esto ocurría principalmente con el primer grupo regional y actualmente entre los habitantes de Nuevo Pueblo y los jupda de Piracuara.

## Cosmología
La cultura tradicional concebía la realidad dividida en tres mundos: arriba, viven el ser superior Ibn Kadmi, las estrellas, los truenos, tángaras, tijeretas y otras aves. Los humanos comparten la tierra con plantas, animales, casas de caza y con demonios o monstruos. En el mundo de abajo vive el pueblo de la fruta umarí, peces y animales subterráneos. Ibn Kadmi escupió en las piedras del raudal kan-tsa-pa en el río Leche, al noreste de donde habita hoy, en algún lugar entre los ríos Isana y Aiarí, desde donde migraron los kãkwã al territorio que habitan.